# ويكيبيديا وايوو
ويكيبيديا وايوو هي نسخة ويكيبيديا بلغة الوايوو، تم إنشاءها في 27 فبراير 2023، تم تطويره من قبل نشطاء ومخرجين ومعلمين لغة الوايو، كان مشروع موجودًا في حاضنة ويكيميديا منذ 2008-2023.

## التاريخ
قدم بعض الناشطين الفنزويليين في أغسطس 2008 مشروع ويكيبيديا وويكاموس بلغة الوايو في ويكيميديا، تم الموافقة على هذا المشروع وانضم إلى حاضنة ويكيميديا.